# Formación reactiva
Una formación reactiva es en el psicoanálisis aquella formación del inconsciente que se manifiesta como comportamiento, actitud o hábito que marcha en la dirección opuesta a la de un deseo reprimido. Surge como defensa contra la pulsión perturbadora, es decir, el sujeto construye una reacción contra la expresión de su deseo con el objetivo de protegerse de él (y en ese sentido, puede ser definida también como mecanismo de defensa), de este modo, por ejemplo, un excesivo pudor o autonegación pueden ser la formación reactiva desarrollada por una persona con tendencias pulsionales exhibicionistas de raigambre inconsciente..
Formulado en la terminología de la economía libidinal del lenguaje técnico psicoanalítico, la formación reactiva es una «contracatexis» fenoménicamente consciente, de igual fuerza, pero de dirección opuesta, a la «catexis» inconsciente.
En una somera clasificación de las formaciones reactivas, pueden agruparse en dos grandes categorías:
- Localizadas, que se hacen palmarias en un comportamiento muy particular y específico
- Generalizadas, que saliendo de su núcleo de origen se explayan hasta constituir rasgos de carácter generales, mediana o grandemente integrados a la estructura de la personalidad.

Aparte de su función como mecanismo de defensa, las formaciones reactivas constituyen una de las maneras como se forman los síntomas definidos desde un punto de vista clínico o de psicodiagnóstico. La naturaleza de la formación puede ser tan rígida, compulsiva o forzada que trastorna gravemente la vida del sujeto y su comportamiento, conduciendo a un resultado que parece, llevado a  su extremo,  opuesto (por segunda vez) al que se buscaba.

## Freud y la formación reactiva
Ya en sus primeras descripciones de las neurosis obsesivas, Freud se ocupó de poner en descubierto este mecanismo psicológico específico mediante el cual el sujeto lucha contra la representación penosa. Freud sostiene que esta representación se sustituye por un "síntoma primario de defensa", también denominado, "contrasíntoma".
Algunos rasgos marcados e idiosincrásicos de personalidad se constituyen a través de este tipo de formaciones inconscientes. Así por ejemplo, la pulcritud, la escrupulosidad, el pudor, pueden ser formaciones reactivas que se hallan en evidente contradicción con la sexualidad infantil a la que tempranamente estuvo entregado el sujeto, en un período que el psicoanálisis de Freud ha caracterizado como exento de barreras (puesto que aún no se han instalado los «diques pulsionales» de la vergüenza, el asco y la moralidad).
Se trataría entonces de una "defensa exitosa", en la justa medida en que los componentes que intervienen en el conflicto, tanto la representación sexual como el censurado "reproche" (el afecto asociado a la representación), han sido globalmente segregados de la conciencia en beneficio de actitudes o conductas que representen virtudes morales extremas.

## Análisis
Es a partir de entonces que la doctrina psicoanalítica continuará reafirmando la trascendencia, dentro del marco típico de la neurosis obsesiva, de las mencionadas defensas. El calificativo de "reactivas" trata de subrayar su contraposición directa con la efectivización del deseo, su cumplimiento.
En las neurosis obsesivas, las formaciones reactivas tienden a conformarse como rasgos caracterológicos. De suerte que este mecanismo de defensa se constituye en una contracatexis permanente. Así, estos mecanismos de defensa han dejado de ser meros levantamientos de muros ocasionales, transformándose en andamiajes de verdaderas "neurosis de carácter". Dentro de la teoría de Freud, las formaciones reactivas ponen su sello típico en el denominado "carácter anal".
Lo antedicho no significa necesariamente que las formaciones reactivas solo están adscriptas a la neurosis obsesiva. Se encuentran también en la histeria, pero en estos casos, no tienden a constituirse en armazones de carácter. Actúan de modo ocasional o circunstancial. Un ejemplo posible sería una madre histérica que trate a sus hijos con desaforada ternura, ocultando con esta formación una pulsión agresiva que hacia ellos la anima.